# Bryomima olivaria
Bryomima olivaria là một loài bướm đêm trong họ Noctuidae.